# Jarosław Kukowski
Jarosław Kukowski (ur. 11 kwietnia 1972 w Tczewie) – polski malarz współczesny, juror międzynarodowych konkursów artystycznych (m.in. The World’s Greatest Erotic Art of Today). Jego prace wystawiane były m.in. w Oddziale Muzeum Narodowego-Królikarni, Salonach Domu Aukcyjnego Rempex, Muzeum Galicji, Bunkrze Sztuki, Voergaard Castle, Art Expo w Nowym Jorku i wielu innych galeriach i muzeach na świecie.
Jest uznawany za jednego z najbardziej wpływowych współczesnych twórców z kręgu surrealistów

## O twórczości
We wczesnym okresie twórczości klimat jego prac, uznawanych za symboliczne, przesycony jest dramatyzmem i smutkiem. Pełne bólu zdeformowane postacie ludzkie oraz mityczne stwory ukazane są na tle surrealistycznych pejzaży. Ten cykl prac zdefiniowany został przez autora jako nie-sny. W następnym okresie Kukowski zdecydowanie rozjaśnił swoją paletę. Dominującym tematem jego obrazów stały się akty, lecz nawet tu odczuwalne jest piętno rozpadu i upływającego czasu. Prace te zostały namalowane w formie fresków niszczonych przez czas i odsłaniających znajdujące się pod nimi zupełnie inne obrazy.
W kolejnej fazie twórczości Kukowski nawiązał do swoich pierwszych prac, lecz mimo jaśniejszych tonacji jego obrazy stawały się coraz bardziej ironiczne i prowokacyjne.
Artysta współpracuje również z muzykami i twórcami awangardowymi. Jego prace są wykorzystywane do form ilustracyjnych związanych z muzyką współczesną (współpracuje z Teatrem Tworzenia oraz alternatywną formacją Petera Murphego – Dali's Car – płyta – „InGladAloneness”).

## Najważniejsze cykle prac

### Cykle malarskie
- „Sny”,
- „Nie-sny”[8],
- „Freski”,
- „Złota seria”

### Instalacje
- „Memento” – połączenie rzeźby, malarstwa i monumentalnie działających zegarów[9]. Cykl „Memento” jest rozwinięciem realizowanej przez twórcę w latach 90. malarskiej serii „Freski”. Zegary były eksponowane w wielu galeriach i muzeach (między innymi Zachęcie, oraz w Muzeum Diecezjalnym w Pelplinie)[10].

Jest również twórcą animacji dokumentujących proces twórczy malowanych przez niego obrazów.

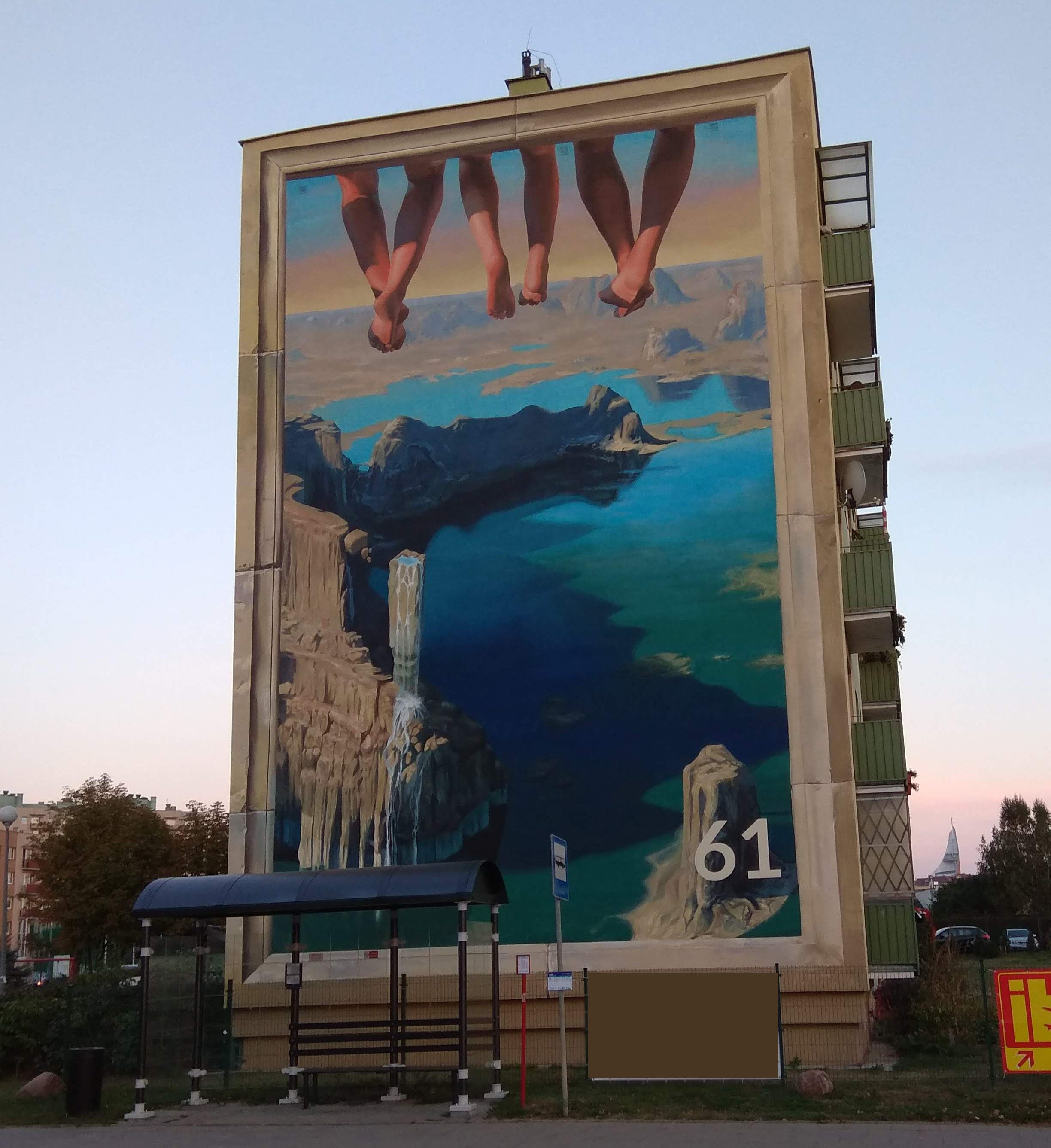
Zwycięski projekt w konkursie na wizualizację muralu 3D, ogłoszonym przez Urząd Miasta Tczewa w roku 2018

## Prace w przestrzeni publicznej
- Muzeum Diecezjalne w Pelplinie (dwa obiekty z cyklu „Memento”)
- Muzeum Juliana Ochorowicza w Wiśle
- Mural przy ul. Armii Krajowej w Tczewie

## Wystawy i ekspozycje[11][12],
- 2019 – Luwr, Paryż, Francja
- 2019 – Muzeum Architektury we Wrocławiu
- 2019 – NCK Ratusz Staromiejski, Gdańsk
- 2019 – Centrum Kultury Browar B. we Włocławku
- 2019 – Tczew, Fabryka Sztuk
- 2019 – Muzeum Regionalne we Wrześni
- 2019 – Galeria Sztuki Współczesnej w Kołobrzegu
- 2018 – Muzeum w Grudziądzu, Polska
- 2018 – Galeria Miejska, Wrocław, Polska
- 2018 – Europejskie Centrum Sztuki w Białymstoku, Opera i Filharmonia Podlaska, Polska
- 2018 – Dreamscapes Exhibition, Traun, Austria
- 2018 – NCK Ratusz Staromiejski, Gdańsk, Polska
- 2018 – Wejherowskie Centrum Kultury, Filharmonia Kaszubska, Wejherowo, Polska
- 2017 – Zachęta Narodowa Galeria Sztuki, Warszawa, Polska
- 2017 – Galeria Quantum, Warszawa
- 2017 – NCK Ratusz Staromiejscki, Gdańsk
- 2017 – Galeria Sztuki Współczesnej, Włocławek
- 2016 – Gdańsk, Muzeum Miasta Gdańsk – Ratusz
- 2016 – Rzeszów, Filharmonia Podkarpacka im. Artura Malawskiego
- 2016 – Katowice Galeria Sztuki Współczesnej BWA
- 2016 – Warszawa Centrum Promocji Kultury Praga
- 2016 – Wrocław, Galeria Miejska
- 2016 – Zielona Góra, Galeria Pro Arte
- 2016 – Wolnzach, Niemcy, Hopfenmuseum
- 2015 – Warszawa, Zachęta Narodowa Galeria Sztuki
- 2015 – Tczew, Fabryka Sztuk
- 2015 – Wrocław, Muzeum Miejskie Wrocławia
- 2015 – Szczyrk, Bator Art Gallery
- 2015 – „Geysers of Subconsciousness” Kaługa, Rosja
- 2015 – Galeria Quantum, Warszawa, Polska
- 2014 – Muzeum Historyczne Miasta Gdańsk, Polska
- 2014 – Galeria Sztuki Współczesnej BWA w Katowicach, Polska
- 2014 – Millenium Hall w Rzeszowie, Polska
- 2014 – Dom Artysty Plastyka, Warszawa
- 2014 – Muzeum Diecezjalne, Pelplin, Polska
- 2014 – V.A. Gallery Poland, Poznań
- 2013 – Zachęta Narodowa Galeria Sztuki Warszawa, Polska
- 2013 – Muzeum Miejskie we Wrocławiu, Polska
- 2013 – Galeria Sztuki Współczesnej, Kołobrzeg, Polska
- 2012 – Millenium Hall, Rzeszów, Polska
- 2012 – Galeria Sztuki Współczesnej, Kołobrzeg, Polska
- 2012 – MOK, Gniezno
- 2012 – Beskidzka Galeria Sztuki, Szczyrk, Polska
- 2012 – Galeria Sztuki Współczesnej, Włocławek, Polska
- 2012 – Galeria Sztuki Współczesnej BWA, Katowice, Polska
- 2012 – „Geysers of Subconsciousness 8” Moskwa, Rosja
- 2011 – Muzeum Miejskie Wrocławia, Wrocław, Polska
- 2011 – Zachęta Narodowa Galeria Sztuki, Warszawa, Polska
- 2010 – California Modern Art Gallery, San Francisco, USA
- 2009 – Płocka Galeria Sztuki, „Widzialne Niewidzialne”, Płock, Polska[13]
- 2009 – Galeria ZPAP, Łódź, Polska 2009- WSC Miami, USA
- 2009 – BOXeight Studios & Gallery, Los Angeles, USA
- 2008 – „Polish Surrealists”, SD Panorama Patio Gallery, Warszawa, Polska
- 2008 – World Art Erotic Art Museum Miami USA
- 2008 – Beate Uhse Erotik Museum, Berlin, Niemcy
- 2008 – Wynwood Art District Miami, USA
- 2008 – Conseil des Arts du Quebec -Montreal, Kanada
- 2008 – SOHO Studios Miami, USA
- 2007 – SD Wilanów Gallery, Warszawa, Polska
- 2007 – Modern Art Gallery, Kołobrzeg, Polska
- 2005 – Voregaard Castle, Dania
- 2005 – Galeria Sztuki Współczesnej, Kołobrzeg, Polska
- 2005 – The Turlej Foundation Gallery, Kraków, Polska
- 2004 – Program Gallery: exhibition presenting finalists, Warszawa
- 2004 – Galerie Bram, Dania
- 2004 – Exhibition in the gallery of „Rempex” Auction House, Warszawa, Polska
- 2004 – BP Gallery, Warszawa, Polska
- 2004 – Nationwide Antiquarianism and Contemporary Art Fairs, Kraków, Polska
- 2004 – SD Wilanów Gallery, Warszawa, Polska
- 2003 – SD Wilanów Gallery, Warszawa, Polska
- 2003 – exhibition in the rooms of „Rempex” Auction House, Warszawa, Polska
- 2003 – Ars Nova Gallery, Łódź, Polska
- 2003- The National Museum of Art „Painting of the Year 2002”, Warsaw.
- 2003 – „Nude” exhibition, Gallery of „Rempex” Auction House, Warszawa, Polska
- 2003 – Nationwide Antiquarianism and Contemporary Art Fairs, Kraków, Polska
- 2002 – „Polish Surrealists” exhibition, Panorama Patio Gallery, Warszawa, Polska
- 2002 – The National Museum, the Królikarnia Palace, Warszawa, Polska
- 2002 – ArtExpo, NewYork, USA
- 2001 – Nationwide Antiquarianism and Contemporary Art Fairs, Kraków, Polska
- 2000 – SD Wilanów Gallery, Warszawa, Polska
- 1999 – Wilczeniec, Warszawa, Polska
- 1999 – Muzeum Diecezjalne, Pelplin
- 1998 – Wilczeniec, Warszawa, Polska
- 1998 – Adi Art Gallery, Łódź, Polska
- 1997 – Teatr „Miniatura”, Gdańsk, Polska
- 1996 – SD Wilanów Gallery, Warszawa, Polska
- 1994 – „CSW Stara Łaźnia” Galeria, Gdańsk, Polska
- 1994 – „N” Gallery, Starogard Gdański, Polska
- 1994 – Castle of Knights of the Order of St. John of Jerusalem, Polska
- 1994 – Galeria „Plama” Gdańsk, Polska
- 1993 – Bruwssum, Holandia